# Parlement du Ghana
9e législature de la 4e République
Parliament House (en)
Le Parlement du Ghana (en anglais : Parliament of Ghana) est l'organe législatif monocaméral du Ghana. Il est composé de 275 membres élus pour un mandat de quatre ans au scrutin uninominal majoritaire à un tour.

## Histoire
La représentation législative au Ghana remonte aux années 1850, lorsque le pays était une colonie britannique, sous le nom de Côte-de-l'Or. Le Conseil législatif était alors purement consultatif et le gouverneur exerçait à la fois le pouvoir exécutif et législatif. Des réformes furent introduites en 1916 et en 1925 mais les prérogatives du gouverneur restèrent très larges. En 1946, la nouvelle constitution mit fin à la présidence du Conseil législatif par le gouverneur et autorisa un membre inofficiel du Conseil d'en exercer la présidence. Ce système perdura jusqu'en 1951, date à laquelle le Conseil élut son premier rapporteur, Sir Emmanuel Charles Quist (en).
Cette même année, des élections au suffrage universel eurent lieu pour la première fois. Le Parti de la convention du peuple (PCP), formée en 1949 et dirigé par Kwame Nkrumah, remporta les élections contre la Convention de la Côte de l'Or unifiée menée par Joseph Boakye Danquah. Nkrumah, emprisonné au début de l'année 1950 pour subversion, fut libéré et nommé chef du gouvernement.
Les élections législatives organisées en 1954 donnèrent sur une deuxième victoire du PCP, qui remporta 71 des 104 sièges à pourvoir. Les élections législatives de 1956 aboutirent au même résultat. La Côte de l'Or obtint l'indépendance le 6 mars 1957 et prit le nom de Ghana. L'Assemblée législative fut renommée Assemblée nationale.
Le Ghana devint officiellement une république le 1er juillet 1960 après l'adoption de la nouvelle constitution, avec Nkrumah pour président. Le plébiscite fut considéré comme un renouvellement du mandat et la législature en cours fut prolongée pour cinq ans. Le système du parti unique fut introduit en 1964 et seuls des candidats issus du PCP se présentèrent aux élections législatives l'année suivante. Nkrumah fut renversé par l'armée en 1966, qui entreprit de bannir les partis politiques et de dissoudre l'Assemblée nationale.
Le pays retourna au pouvoir civil en 1969. Les élections du 29 août aboutirent sur la victoire du Parti du progrès de Kofi Abrefa Busia, qui remporta 105 des 140 sièges. Busia fut investi de la fonction de Premier ministre le 3 septembre. Son gouvernement fut renversé en 1972 par un coup d'État militaire. Au cours de la Troisième république, qui dura de 1979 à 1981, toutes les institutions élues furent dissoutes et l'activité politique prohibée.

## Parlement actuel
Après onze ans de régime militaire, une nouvelle constitution est approuvée par référendum en 1992. Une élection présidentielle fut organisée en novembre, remportée par Jerry Rawlings, leader du coup d'État de 1981. L'opposition contesta les résultats et boycotta les élections législatives de décembre. Le parti de Rawlings, le Congrès démocratique national (CDN), se vit attribuer 189 des 200 sièges du parlement.
Les élections législatives de 1996 virent le retour de tous les partis sur la scène politique. Le CDN remporta 133 sièges, le Nouveau Parti patriotique (NPP) en remporta 60 tandis que deux petites formations se partageaient les 7 sièges restants.
En 2000, Rawlings n'avait constitutionnellement pas le droit de briguer un nouveau mandat présidentiel. John Kuofor, du NPP, battit le candidat du CDN John Atta Mills. Le NPP remporta ensuite 100 sièges au parlement, suivi par le CDN avec 92 sièges. Les petits partis et des indépendants se partagèrent les 8 sièges restants. Kuofor fut réélu en 2004 et le NPP remporta 128 sièges sur 230, contre 94 pour le CDN. Deux autres partis, la Convention nationale du peuple (CNP) et le Parti de la convention du peuple (PCP), remportèrent respectivement 4 et 3 sièges. Le dernier siège est occupé par un indépendant.  L'élection présidentielle de 2008 voit la victoire sur le fil de John Atta Mills, toujours candidat du CDN. Au Parlement, le CDN remporte tout juste la moitié des sièges à pourvoir, avec 114 élus sur 228, contre 107 au NPP, 2 au Parti de la convention du peuple, 1 à la Convention nationale du peuple et 4 indépendants.

## Système électoral
Le Parlement du Ghana est composé de 276 sièges pourvus pour quatre ans au scrutin uninominal majoritaire à un tour dans autant de circonscriptions électorales. Dans chacune d'elles, le candidat ayant recueilli le plus de suffrages l'emporte. Sont électeurs tous les citoyens ghanéens âgés d'au moins 18 ans, tandis que les candidats doivent avoir au moins 21 ans et être soit résidents de la circonscriptions où ils se présentent, soit y avoir vécu au moins cinq ans dans les dix années précédant l'élection.

## Structure
- Président : Il préside le parlement et veille à la bonne application des règles de fonctionnement. Après chaque élection législative, le parti majoritaire nomme le président après avoir consulté les autres partis. Le président ne doit pas nécessairement être membre du parlement mais doit être éligible. Le président est assisté de deux vice-présidents élus en même temps que lui, qui doivent appartenir à des partis différents.

- 1er vice-président : Il préside les séances du parlement lorsque le président est absent.

- 2de vice-président : Il préside les séances du parlement en l'absence du président et du premier vice-président.

- Leader de la majorité : Il est élu par le parti majoritaire. Il est assisté par le vice-leader de la majorité et le chef de file de la majorité. Tous trois constituent la tête de la majorité au parlement.

- Leader de l'opposition : Il est élu par le deuxième parti représenté au parlement. Il est assisté par le vice-leader de l'opposition et le chef de file de l'opposition. Tous trois constituent la tête de l'opposition au parlement.

## Liste des présidents
| Dates                                | Nom                                      | Parti | Parti |
| ------------------------------------ | ---------------------------------------- | ----- | ----- |
| 6 mars 1957 - 14 novembre 1957       | Emmanuel Charles Quist (en)              |       |       |
| février 1958 - juin 1960             | Augustus Molade Akiwumi (en)             |       | CPP   |
| juillet 1960 - juin 1965             | Joseph Richard Asiedu (en)               |       |       |
| 10 juin 1965 - 22 février 1966       | Kofi Asante Ofori-Atta (en)              |       | CPP   |
| 1er octobre 1969 - 12 janvier 1972   | Nii Amaa Ollennu                         |       | CPP   |
| 24 septembre 1979 - 31 décembre 1981 | Jacob Hackenburg Griffiths-Randolph (en) |       |       |
| 7 janvier 1993 - 6 janvier 2001      | Daniel Francis Annan (en)                |       |       |
| 7 janvier 2001 - 6 janvier 2005      | Peter Ala Adjetey (en)                   |       | NPP   |
| 7 janvier 2005 - 7 janvier 2009      | Ebenezer Sekyi-Hughes (en)               |       |       |
| 7 janvier 2009 - 6 janvier 2013      | Joyce Bamford-Addo                       |       |       |
| 7 janvier 2013 - 6 janvier 2017      | Edward Adjaho (en)                       |       | NDC   |
| 7 janvier 2017 - 7 janvier 2021      | Aaron Mike Oquaye (en)                   |       | NPP   |
| Depuis le 7 janvier 2021             | Alban Bagbin (en)                        |       | NDC   |